# ISO/IEC 11801
Der internationale Standard ISO/IEC 11801, Information technology — Generic cabling for customer premises (Informationstechnologie – Eigenständige Verkabelung für Kundenbedarf) beschreibt in sechs Teilen eine für eine Vielzahl von Anwendungen wie analoge Telefonie, ISDN-Netzen, verschiedene Datenübertragungsstandards, Gebäude- und Fabrikautomation geeignete Verkabelung von Telekommunikationssystemen (Strukturierte Verkabelung). Es werden sowohl Glasfaser- und Kupferverkabelung, symmetrische und unsymmetrische Verkabelungen beschrieben.
Der Standard wurde ausgelegt für gewerbliche Zwecke, für Anwendungen, welche einzelne, aber auch viele Gebäude eines Areals umfassen. Der Standard ist optimiert für Weiten bis 3 km und bis zu 1 km² große Büroflächen mit 50 bis 50.000 Personen. Jedoch kann der Standard auch zu Installationen außerhalb dieser Größe verwendet werden.
Die größere Überarbeitung durch die Ausgabe 3, wird die Anforderungen für gewerbliche, industrielle und Heimanwendungen vereinheitlichen. Die europäische Norm EN 50173 ist weitestgehend identisch zu dem Standard 11801.

## Zusammensetzung der Teile
Die 3. Revision der ISO/IEC 11801 wurde im Jahr 2017 vom ISO/IEC JTC 1/SC 25 „Interconnection of information technology equipment“ (Verbindung von Geräten der Informationstechnik) abgeschlossen. Die Reihe der ISO/IEC 11801 erscheint seitdem, wie die europäische Normenreihe EN 50173, in sechs Teilen. Die Inhalte der Revision 2 von der ISO/IEC 11801 wurden in den Teil 1 und 2 aufgeteilt. Die Normen ISO/IEC 24702, ISO/IEC 15018 und ISO/IEC 24764 wurden als Teile 3, 4 und 5 integriert und ein neuer Teil 6 über verteilte Gebäudedienste in die Reihe aufgenommen. Die Edition 3 ist eine größere Überarbeitung des Standards, die mehrere vorherige Standards für kommerzielle, Industrie- und Heimnetzwerke sowie Rechenzentren vereinen soll. Die europäische Normenreihe EN 50173 wurde u. a. zur Anpassung an die Reihe ISO/IEC 11801 ebenfalls überarbeitet und im Oktober 2018 veröffentlicht.
Die sechs Teile der ISO/IEC 11801 Information technology - Generic cabling for customer premises / Informationstechnik - Anwendungsneutrale Verkabelung von Standorten setzen sich wie folgt zusammen:
| Dokumentnummer  | Titel vom Teil                                                         | ersetzt          | veröffentlicht | Beschreibung |
| --------------- | ---------------------------------------------------------------------- | ---------------- | -------------- | --- |
| ISO/IEC 11801-1 | Part 1: General requirements Teil 1: Allgemeine Anforderungen          | ISO/IEC 11801    | 2017-11        | Generic cabling requirements for twisted-pair and optical fiber cables Allgemeine Anforderungen für Twisted-Pair-Kabel und Glasfaserkabel                                                                      |
| ISO/IEC 11801-2 | Part 2: Office premises Teil 2: Bürostandorte                          | ISO/IEC 11801    | 2017-11        | Cabling for commercial (enterprise) buildings Verkabelung von gewerblichen (Unternehmens-)Gebäuden |
| ISO/IEC 11801-3 | Part 3: Industrial premises Teil 3: Industriell genutzte Standorte     | ISO/IEC 24702    | 2017-11        | Cabling for industrial buildings, with applications including automation, process control, and monitoring Verkabelung von Industriegebäuden mit Aufgaben wie Automatisierung, Prozesssteuerung und Beobachtung |
| ISO/IEC 11801-4 | Part 4: Single-tenant homes Teil 4: Wohnungen                          | ISO/IEC 15018    | 2017-11        | Cabling for residential buildings, including 1200 MHz links for CATV/SATV applications Verkabelung für Wohngebäude einschließlich CATV/SATV (1200 MHz)                                                         |
| ISO/IEC 11801-5 | Part 5: Data centers Teil 5: Rechenzentren                             | ISO/IEC 24764    | 2017-11        | Cabling for high-performance networks used by data centers Verkabelung von Hochleistungsnetzwerken in Rechenzentren                                                                                            |
| ISO/IEC 11801-6 | Part 6: Distributed building services Teil 6: Verteilte Gebäudedienste | ISO/IEC TR 24704 | 2017-11        | Cabling for distributed wireless networks for building automation and IOT devices Gebäudeautomation und IOT |

## Topologie
Eine hierarchische Struktur mit sternförmiger Verkabelung stellt die Basis der Norm dar. Die Struktur wird in drei Ebenen unterteilt: die Primärverkabelung, die Sekundärverkabelung und die Tertiärverkabelung. Als Vorteile dieser Strukturierung und des sternförmigen Aufbaus der Verkabelung werden folgende Aspekte benannt: Das Hinzufügen von neuen Netzsegmenten kann ohne eine Beeinträchtigung der gesamten Struktur erfolgen. Störungen in einem Netzsegment bleiben auf das betroffene Netzsegment beschränkt und beeinträchtigen nicht die Funktionalität anderer Subnetze. Für den Ausfall einer Primärstrecke können Redundanzstrecken vorgesehen werden. Die Auswirkungen von einem Ausfall eines Backbone-Netzes auf die Kommunikationsfunktionen innerhalb der Subnetze können gering gehalten werden. In den Tertiärbereichen können verschiedene Netztopologien wie Stern, Bus oder Ring realisiert werden. Die Leitungslängen für den Primärbereich wurden mit 1.500 Meter, für den Sekundärbereich mit 500 Meter und den Tertiärbereich mit 90 Meter spezifiziert.

## Klassen und Kategorien
Die Normen beschränken sich in den einsetzbaren Übertragungsmedium auf Lichtwellenleiter und symmetrische Twisted-Pair-Kabel (TP). Wobei die Empfehlungen für alle Verkabelungsbereiche beide Alternativen freistellen: Gradientenfaser mit 62,5/125 µm und UTP- bzw. STP-Kabel.

### Optische Verbindungen
Der Standard definiert verschiedene Klassen von Lichtwellenleiter-Verbindungen:
- OM1: Multimode-Glasfasertype 62.5 µm Kern; minimale modale Bandbreite von 200 MHz·km bei 850 nm
- OM2: Multimode-Glasfasertype 50 µm Kern; minimale modale Bandbreite von 500 MHz·km bei 850 nm
- OM3: Multimode-Glasfasertype 50 µm Kern; minimale modale Bandbreite von 2000 MHz·km bei 850 nm
- OM4: Multimode-Glasfasertype 50 µm Kern; minimale modale Bandbreite von 4700 MHz·km bei 850 nm
- OS1: Monomode-Glasfasertype 1 dB/km Dämpfung
- OS2: Monomode-Glasfasertype 0.4 dB/km Dämpfung

### Kupferverbindungen

#### Impedanz
Die Standard-Impedanz der Verbindung ist 100 Ω (Die ältere Version des Standards von 1995 erlaubte auch 120 Ω und 150 Ω in den Klassen A–C, was jedoch aus der Ausgabe von 2002 entfernt wurde).

#### Klassen Kupferverbindungen
Der Standard legt verschiedene Verbindungs-/Kanal und Verkabelungskategorien für TP-Verbindungen fest, die sich in den für eine bestimmte Leistung des Kanals erforderlichen Grenz-Frequenzen unterscheiden.
- Class A: Verbindung/Kanal bis zu 100 kHz, mit Kategorie 1 Kabel/Verbinder
- Class B: Verbindung/Kanal bis zu 1 MHz, mit Kategorie 2 Kabel/Verbinder
- Class C: Verbindung/Kanal bis zu 16 MHz, mit Kategorie 3 Kabel/Verbinder
- Class D: Verbindung/Kanal bis zu 100 MHz, mit Kategorie 5/5E Kabel/Verbinder
- Class E: Verbindung/Kanal bis zu 250 MHz, mit Kategorie 6 Kabel/Verbinder
- Class EA: Verbindung/Kanal bis zu 500 MHz, mit Kategorie 6A Kabel/Verbinder (Ergänzung 1 und 2 zu ISO/IEC 11801, 2te Ausgabe.)
- Class F: Verbindung/Kanal bis zu 600 MHz, mit Kategorie 7 Kabel/Verbinder
- Class FA: Verbindung/Kanal bis zu 1000 MHz, mit Kategorie 7A Kabel/Verbinder (Amendment 1 und 2 to ISO/IEC 11801, 2nd Ed.)
- Class I: Verbindung/Kanal bis zu zwischen 1600 und 2000 MHz, mit Kategorie 8.1 Kabel/Verbinder (specification under development – Spezifikation in Vorbereitung)
- Class II: Verbindung/Kanal bis zu zwischen 1600 und 2000 MHz, mit Kategorie 8.2 Kabel/Verbinder (specification under development – Spezifikation in Vorbereitung)

#### Kategorie 7
Klasse F-Kanal und Kategorie 7-Kabel sind rückwärts kompatibel mit Klasse D/Kategorie 5e und Klasse E/Kategorie 6. Für Klasse F gelten noch schärfere Spezifikationen für Übersprechen und Systemrauschen als für Klasse E. Um diese zu erreichen, wird eine Abschirmung für die einzelnen Leitungspaare und für das Kabel als Ganzes vorgesehen. Neben der Abschirmung erhöhen Verdrillung der Paare und größere Anzahl dieser je Längeneinheit RF Abschirmung und vermindern das Übersprechen.
Der Kategorie 7 Kabelstandard wurde geschaffen, um im 10 Gigabit-Ethernet über 100 m mit Kupferkabeln Verbindungen zu ermöglichen. 10 Gbit/s Ethernet wird jetzt typischerweise in Kategorie 6A Verbindungen verwendet.
Das Kabel enthält vier Twisted-pair-Kupferdrahtpaare, wie die früheren Standards. Kategorie 7-Kabel können entweder mit RJ-45 (8P8C) — kompatibel zu GG45-Verbindern, die dem 8P8C-Standard entsprechen — oder mit TERA-Verbindern abgeschlossen werden.
In Verbindung mit GG-45- oder TERA-Verbindern ermöglicht Kategorie 7-Kabel Übertragungsfrequenzen von bis zu 600 MHz.
Ab November 2010 haben alle Hersteller von aktiven Baugruppen sich für die Unterstützung der Verbinderbauform 8P8C bei ihren 10-Gigabit-Ethernet-Produkten entschieden, mit Kupfer und nicht GG45 (auch als ARJ45 bezeichnet) oder TERA, damit diese bei Kategorie 6A funktionieren.
Die Kategorie 7 ist von der TIA/EIA nicht anerkannt.

### Kategorie 7A
Klasse FA (Class F Augmented – Klasse F verbessert) Kanäle und Kategorie 7A Kabel, welche mit ISO 11801 Edition 2 Amendment 2 (2010) eingeführt wurden, sind definiert für Frequenzen bis zu 1000 MHz, sind geeignet für zahlreiche Anwendungen einschließlich CATV (862 MHz). Jedes Kabelpaar bietet 1200 MHz Bandbreite.
Ergebnisse von Simulationen haben gezeigt, dass mit 40-Gigabit-Ethernet Übertragung über 50 Meter und 100-Gigabit-Ethernet über 15 Meter möglich ist.
2007 zeigten Forscher der Pennsylvania State University, dass entweder 32-nm- oder 22-nm-Schaltkreise 100-Gigabit-Ethernet über 100 Meter ermöglichen würden.
Die Kategorie 7A ist von TIA/EIA-568 nicht anerkannt (übernommen worden).

### Kategorie 8

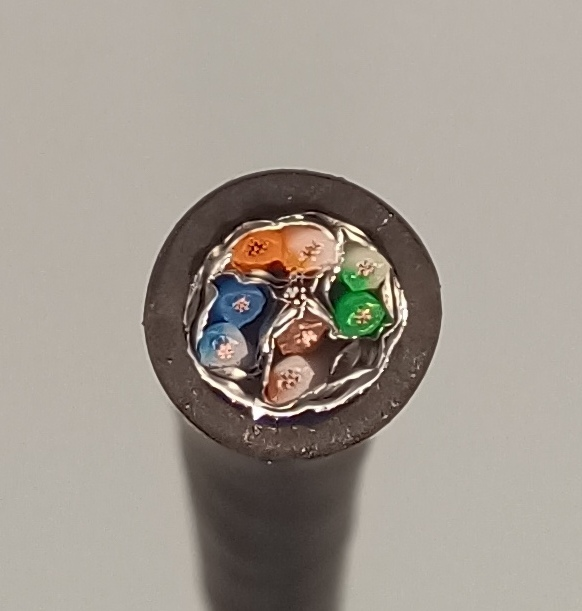
Kategorie 8 Kabel

Im März 2013 wurde die Technische Empfehlung (TR) ISO/IEC TR 11801-99-1
von der ISO/IEC JTC 1 Arbeitsgruppe für Verbindungen für Rechner und Raumverkabelung SC25 WG3 herausgegeben. Diese TR definiert zwei neue Kategorien für 4 paarige Kupferkabel mit 2 Anschlussmodule, mit einer Arbeitsfrequenz von bis zu 1600 MHz und possible overhead für 2000 MHz:

- Klasse I Kanal (Kategorie 8.1 Kabel): Minimales Kabeldesign U/FTP oder F/UTP, voll rückwärts kompatibel und interoperabel mit Class EA (Kategorie 6A), mit RJ-45 Verbinder
- Klasse II Kanal (Kategorie 8.2 Kabel): F/FTP or S/FTP minimum, interoperable mit Class FA (Kategorie 7A), mit TERA/GG-45/ARJ-45 Verbindern.

Ebenfalls im März 2013 wurde durch die Technische Empfehlung TIA TR42.7 festgelegt, dass das 40GBASE-T die Definition eines neuen Verkabelungssystems erforderlich ist, das mindestens 1.6 GHz und bis zu 2 GHz übertragen kann und das gegenwärtig als Kategorie 8 bezeichnet wird. Es soll den RJ45 Verbinder nutzen.
Durch die eine max. Linklänge von ca. 30 Meter ist der Haupteinsatzbereich in Rechenzentren zu suchen.
Die Kategorie 8 sollte voll rückwärts kompatibel mit Kategorie 6A und darunter sein und wird der ANSI/TIA-568-C.2-1 „Specifikationen für 100 Ω Kategorie 8 Cabling“ entsprechen.
Ab Januar 2014 wurden die Entwurfsversionen von ISO/IEC TR 11801-99-1 und ANSI/TIA-568-C.2-1 angepasst, um die Unterschiede zwischen Kategorie 8, 8.1 und 8.2 zu vermindern.
Die endgültige Spezifikation wird von den Anforderungen für Transceiver abhängen, die von der Arbeitsgruppe für IEEE 802.3bq (40GBASE-T) festgelegt werden.

## Acronyme für Twisted-Pair-Kabel
Anhang E, Acronyms for balanced cables (Akronyme für Symmetrische Kabel)' bietet ein System für die Spezifikation der Konstruktion sowohl geschirmter als auch ungeschirmter symmetrischer Twisted-pair-Kabel.
Es werden drei Kennbuchstaben gebraucht:
- U für ungeschirmt
- S geschirmt mit Gewebe
- F geschirmt mit Folie

um eine zweiteilige Abkürzung in der Form xx/xTP, wobei der erste Teil die Abschirmung des Gesamtkabels beschreibt und der zweite Teil die Abschirmung einzelner Elemente des Kabels beschreibt.
Gebräuchliche Kabeltypen sind U/UTP (ungeschirmtes Kabel); U/FTP (Abschirmung einzelner Elemente des Kabels ohne Schirmung des Gesamtkabels); F/UTP, S/UTP, oder SF/UTP (Schirmung des Gesamtkabels ohne individuell Abschirmung); und F/FTP, S/FTP, oder SF/FTP (Schirmung des Gesamtkabels mit individueller Folien-Abschirmung).

## Versionen
- ISO/IEC 11801:1995 (Ed. 1) – first edition
- ISO/IEC 11801:2000 (Ed. 1.1) – Edition 1, Amendment 1
- ISO/IEC 11801:2002 (Ed. 2) – second edition
- ISO/IEC 11801:2008 (Ed. 2.1) – Edition 2, Amendment 1
- ISO/IEC 11801:2010 (Ed. 2.2) – Edition 2, Amendment 2
- ISO/IEC 11801:2017 (Ed.3) - in 6 parts.